# 飛猴
飛猴（英語：Winged monkeys，或作）是美國作家法蘭克·鮑姆的經典兒童奇幻小說《綠野仙蹤》中的虛構種族。牠們為背上長有翅膀、可以跟鳥類一樣飛翔的猴子。飛猴知名於1939年米高梅影業的經典電影《綠野仙蹤》。

## 小說中的描述
最初這些飛猴是自由生活在奧茲國土地的生物，牠們無憂無慮且喜好惡作劇。某日飛猴國王惡作劇似的將一名衣著華麗的男子拖入河中，弄髒了他的天鵝絨服裝。雖然這位名叫奎拉拉的男子對此並不介意，然而其妻甘耶特公主卻非常生氣，作為對飛猴一族的懲罰，她以魔法對一頂金王冠下了咒語，使飛猴必須為戴金王冠的主人服務三次。
第一任金王冠主人奎拉拉只使用了一次，即讓飛猴遠離甘耶特公主的王國。最終，這頂金冠落在西國魔女手中，她利用金冠的魔力驅使飛猴幫她征服了奧茲國的西部溫基邦國，還將奧茲國的大魔法師奧茲趕出西方。最後一次，她招喚飛猴抓住了桃樂絲·蓋爾和膽小獅，並摧毀了稻草人和錫樵夫的身軀。
當西國魔女被桃樂絲意外用一桶水融化之後，桃樂絲戴上了金冠，但她並未意識到金冠的魔力。當她知道後，便命令飛猴把他和同伴帶到翡翠城去。第二次招換飛猴時，她希望飛猴能夠把她和小狗托托帶回到堪薩斯州的家中去，但因飛猴無法離開奧茲國的原因而告終，也讓桃樂絲白白浪費一次金冠的魔力。桃樂絲最後一次招換飛猴是請牠們幫助自己和同伴越過槌頭人的地盤。
桃樂絲在離開奧茲國前將金冠交給了南國魔女葛琳達。葛琳達命令飛猴將桃樂絲的同伴送回各自的家園，然後解除金冠的魔咒，讓飛猴們可以重新自由自在地生活。

## 1939年電影
在1939年的經典電影《綠野仙蹤》裡，飛猴顯得非常聰明且能夠服從命令，但牠們並沒有說過話。該電影並沒提及金王冠及三個願望的部分，這代表飛猴是無條件為西國魔女服務的。牠們受西國魔女之令綁架了桃樂絲，肢解了稻草人的身軀，但對錫樵夫與膽小獅什麼都沒做；使他們兩人能夠把稻草人恢復原狀並前去解救桃樂絲。
在幕後，該片中出現的飛猴並非是由動畫作成的，幾個飛猴由真人扮演，但更多的飛猴只是一些用橡膠製造的道具模型。

## 其他改編或影響

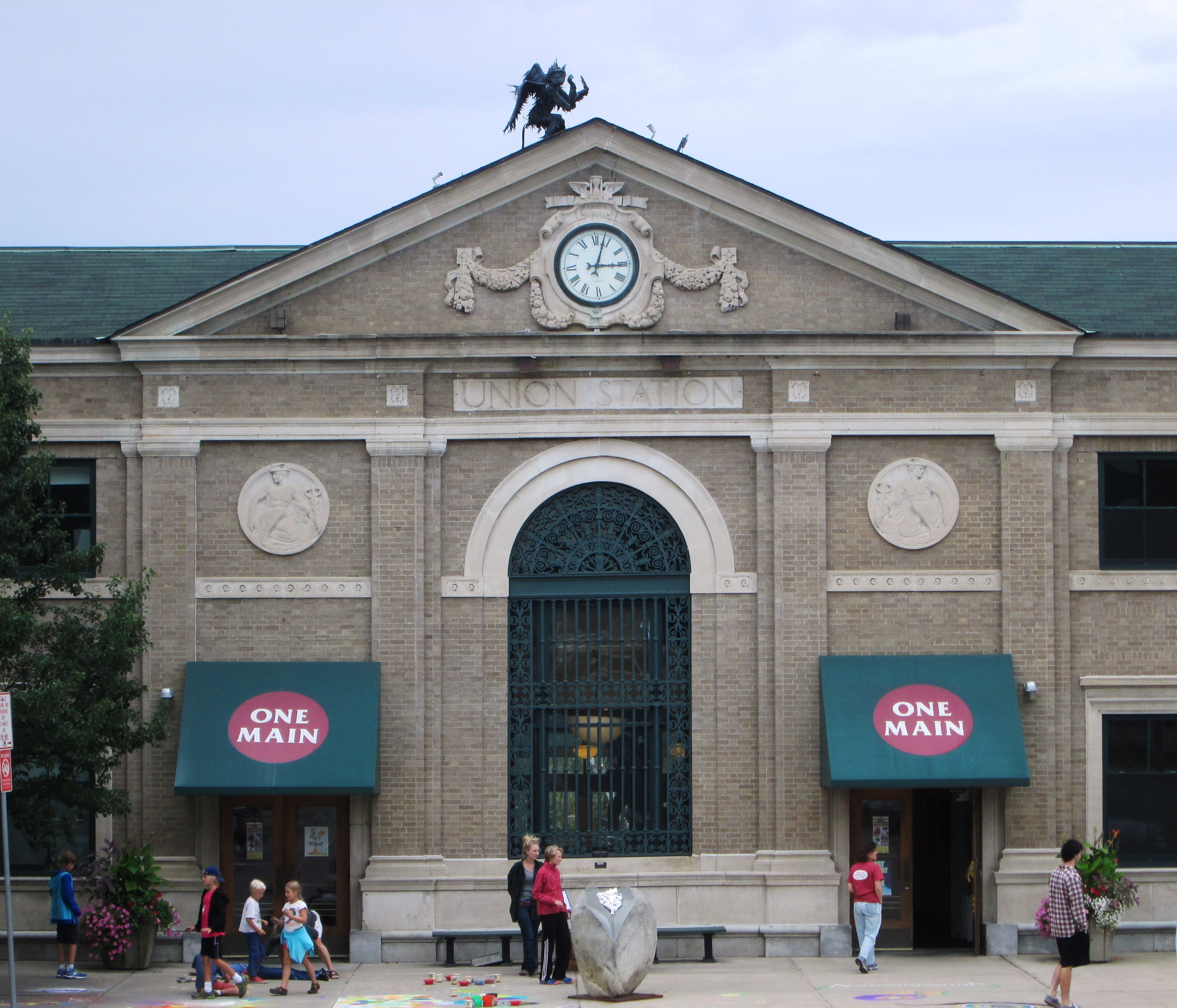
聯合車站，其屋頂可見飛猴雕像。

- 1976年，美國佛蒙特州伯靈頓一家名叫「翡翠城」的商店上架起了兩隻飛猴雕像，1996年，這些雕像被移至當地聯合車站（英语：Union Station (Burlington, Vermont)）的屋頂，並在2004年至2005年的冬季添加了小猴子的雕像。而附近一家海濱劇院亦於20世紀90年代在其屋頂上加裝兩隻飛猴雕像[4][5][6]。
- 飛猴也出現在奇幻電影《墨水心》中，「魔法舌頭」大流士把牠們從《綠野仙蹤》小說裡唸出來。
- 在電影《奧茲大帝》裡。故事主角奧斯卡·迪格斯（Oscar Diggs）於奧茲國裡結識了一隻名叫芬利的飛猴（扎克·布拉夫飾演）[7][8][9]。在該片中還有長著翅膀的狒狒，跟較接近人類、能說話的芬利差別在於，這些野蠻和兇惡的狒狒不會說話，是女巫伊娃諾拉和西奧多拉的軍隊。狒狒的翅膀類似於蝙蝠，而飛猴芬利的翅膀則類似於天鵝。